# 高井戸警察署
高井戸警察署（たかいどけいさつしょ）は、警視庁が管轄する警察署の一つである。第四方面本部所属。
杉並区の西南部を管轄している。
署員数およそ330名、識別章所属表示はPO。

## 所在地
- 東京都杉並区宮前一丁目16番1号
  - 最寄駅：京王電鉄井の頭線富士見ヶ丘駅および高井戸駅

## 管轄区域
杉並区
- 堀ノ内一丁目（二・三丁目は杉並警察署の管轄）
- 方南一・二丁目（全域）
- 和泉一・二・三・四丁目（全域）
- 大宮一・二丁目（全域）
- 永福一・二・三・四丁目（全域）
- 下高井戸一・二・三・四・五丁目（全域）
- 浜田山一・二・三・四丁目（全域）
- 高井戸東一・二・三・四丁目（全域）
- 上高井戸一・二・三丁目（全域）
- 高井戸西一・二・三丁目（全域）
- 久我山一・二・三・四・五丁目（全域）
- 宮前一・二・三・四・五丁目（全域）
- 西荻南一・二丁目（三・四丁目は荻窪警察署の管轄）
- 松庵一・二・三丁目（全域）

## 沿革
- 1949年（昭和24年）2月15日 - 杉並区下高井戸四丁目1033番地（現在の浜田山四丁目15番3号）に、木造2階建庁舎で開設。杉並警察署および荻窪警察署より分離開設。
- 1966年（昭和44年）5月2日 - 庁舎老朽化と、署員増員に伴い、同所に鉄筋コンクリート3階建庁舎が完成。
- 1966年（昭和44年）7月27日 - 西松交番（当時）で立番中の巡査がナタで襲撃を受けて死亡[1]。
- 1999年（平成11年）
  - 5月6日 - 現在地となる東鳩製菓（現在の東ハト）本社跡地に、鉄筋コンクリート地下1階地上7階建の現庁舎を竣工。
  - 5月26日 - 現在地にて業務を開始。

## 組織
- 警務課
- 交通課
- 警備課
- 地域課
- 刑事組織犯罪対策課
- 生活安全課

## 交番
- 永福町駅前交番（杉並区永福二丁目60番30号）
- 上高井戸交番（杉並区上高井戸一丁目13番2号）
- 久我山交番（杉並区久我山三丁目23番20号）
- 下高井戸交番（杉並区下高井戸一丁目9番9号）
- 泉南交番（杉並区和泉一丁目31番6号）
- 宗源寺前交番（杉並区下高井戸四丁目2番2号）
- 高井戸西交番（杉並区高井戸西一丁目27番25号）
- 西荻南交番（杉並区西荻南二丁目1番2号）
- 西永福駅前交番（杉並区永福三丁目36番1号）
- 浜田山交番（杉並区浜田山四丁目15番2号）
- 方南交番（杉並区方南二丁目29番14号）

## 駐在所
- 宮前駐在所（杉並区宮前四丁目26番1号）
- 大宮八幡駐在所（杉並区大宮二丁目2番1号）
- 久我山四丁目駐在所（杉並区久我山四丁目41番17号）
- 富士見ヶ丘駐在所（杉並区久我山二丁目21番4号）

## 地域安全センター
- 和泉地域安全センター（杉並区和泉二丁目5番10号）
- 高井戸東地域安全センター（杉並区高井戸東三丁目29番24号）

## 不祥事
万引き自白強要
2015年12月、同月に起きた万引き事件に絡み、50代の警部補と40代の巡査部長が当時中学3年生だった2人に、同級生に万引きを強要した疑いで任意の事情聴取を行った。その際署員2人は中学生2人に黙秘権を告知せず、中学生2人が容疑を否認すると「否認すれば間違いなく牢屋に入れる」「鑑別でも少年院でもぶち込むしかない」「高校なんか行かせねえぞ」等と自白を強要した。警視庁は署員2人を注意処分とした。なお、中学生2人は一時容疑を認めたが、最終的に事件への関与は認められなかった。
男性警部が酒に酔い女性に抱きつき逮捕
2018年1月、組織犯罪対策課の男性警部が、通行人の女性に抱きついたとして東京都迷惑防止条例違反で現行犯逮捕された。
拾得物の現金を詐取
2018年2月、当署所属の地域課巡査が町田市内において、拾得物の現金を自分が落としたと偽り、だまし取ったとして、逮捕・起訴された。